# Дегтяр Михайло Васильович
Михайло Васильович Дегтяр (нар. 1906 — пом. ?) — радянський дипломат; надзвичайний і повноважний посол.

## Біографія
Народився у 1906 році. Член ВКП(б). На дипломатичній роботі з 1945 року. Протягом 1945—1951 років — радник Посольства СРСР у Канаді; з 1951 року по липень 1953 року — експерт-консультант Економічного відділу Міністерства закордонних справ СРСР; з 10 липня 1953 року по 5 червня 1960 — надзвичайний та повноважний посол СРСР в Афганістані; з 1961 року по серпень 1965 року — заступник генерального секретаря Міністерства закордонних справ СРСР; з 6 серпня 1965 року по 29 травня 1971 року — надзвичайний та повноважний посол СРСР у Пакистані.